# Стэн, Анна
А́нна Стэн (англ. Anna Sten, настоящая фамилия Феса́к или Фисакова; 3 декабря 1908, Киев, Российская империя — 12 ноября 1993, Нью-Йорк, США) — советская и американская актриса украинского происхождения. До 1929 года снималась в СССР, в 1930 году эмигрировала и продолжила карьеру в Европе и США.

## Биография
Анна родилась в Киеве в семье украинского казака и шведки, впоследствии взяв фамилию матери (Стэн). По собственным словам, родилась 29 июня 1908 года, а её настоящее имя — Анна Петровна Фесак, однако точная дата её рождения и фамилия не установлены: часто вместо 29 июня упоминается 3 декабря, вместо 1908 — 1910 год, а по данным журнала Variety, опубликовавшим сообщение о её смерти, она была 1913 года рождения; кроме того, друзья Анны, включая кинооператора Юрия Тамарского, утверждали, что в молодости она носила фамилию Фисакова. Её отец был балетмейстером, мать — прима-балериной Киевского театра оперы и балета. В детстве Анна занималась танцами, брала уроки игры на пианино.
Достоверных данных о раннем периоде её карьеры практически не сохранилось. По одним сведениям, в том числе озвученным самой актрисой, её отец погиб во время Первой мировой войны, после чего Анна нашла работу официантки, чтобы прокормить больную мать, потом играла в любительском театре. Затем на пятнадцатилетнюю актрису обратил внимание К. С. Станиславский и, составив ей протекцию, определил в Московскую киноакадемию. По другим данным, её отец остался жив, после войны разыскал дочь и вместе с собственной цирковой труппой, в которой выступала и юная Анна, исколесил всю страну.

### Карьера в СССР
Работала в Московском отделе народного образования (1924), затем в пролеткульте (1925). В 1926 году Анна дебютировала в немом кино, получив небольшую роль стенографистки в фильме «Предатель». В 1927 году Анна вышла замуж за режиссёра Фёдора Оцепа. В последующие годы Оцеп снял жену в четырёх лентах. В 1920-е годы жила на Никитском бульваре, дом 6, кв. 26/27
Карьера актрисы в СССР развивалась быстрыми темпами. Она перешла на главные роли уже в 1927 году, снявшись у Барнета в комедии «Девушка с коробкой». Затем в 1928 году последовали ведущие роли в фильмах «Земля в плену», «Мой сын» и «Белый орёл», режиссёром которого был один из пионеров отечественного кинематографа Яков Протазанов, а партнёрами Анны — театральный актёр Василий Качалов и режиссёр Всеволод Мейерхольд.

### Эмиграция в Европу
Некоторые ранние фильмы Стэн демонстрировались в иностранном прокате и имели резонанс, поэтому в 1930 году Анна по линии Межрабпомфильма отправилась в Германию и снялась там в звуковом фильме «Бухгалтер Кремке». На родину актриса решила не возвращаться и продолжила карьеру в Европе. В тот же период эмигрировал и её супруг.
В 1931 году Оцеп снял супругу в двух фильмах. Это были успешные экранизации романа Ф. М. Достоевского «Братья Карамазовы» — снятая во Франции одноимённая картина и её версия немецкого производства под названием «Убийца Дмитрий Карамазов» (актриса исполнила роль Грушеньки).
Продюсером последнего фильма был выходец из России Юджин Френке. Вероятно, на съёмках между ним и Стэн завязался роман, так как в 1931 году актриса оставила Оцепа и вскоре вышла замуж за Френке. В браке родилась дочь Аня, которая позднее изучала киноискусство. В том же 1931 году Стэн появилась ещё в двух картинах, «Сальто-мортале» и «Бомбы над Монте-Карло», а затем снялась в паре со знаменитым Эмилем Яннингсом в драме 1932 года «Бури страсти».

### Голливуд

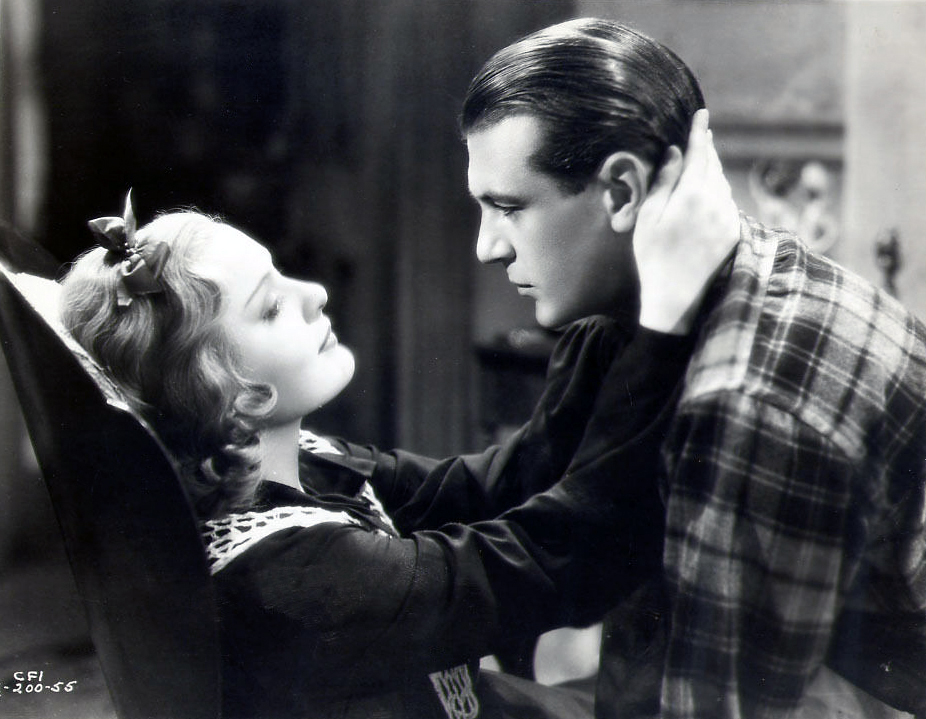
Рекламное фото Гэри Купера и Анны Стен для «Брачной ночи», 1935 год

В 1932 году на Анну обратил внимание продюсер Сэмюэл Голдвин и пригласил её в Голливуд, куда она эмигрировала в 1933 году. Она не знала языка, поэтому по прибытии в Америку актрисе пришлось около года упорно заниматься, чтобы овладеть основами английского и уменьшить акцент. Её первая американская картина «Нана», снятая в 1934 году по мотивам одноимённого романа Эмиля Золя, была широко разрекламирована в прессе, однако кассового успеха не имела.
На протяжении двух лет Анна снималась хотя и редко, но у именитых режиссёров и в паре со звёздами. В том же 1934 году она сыграла Катюшу Маслову в драме Рубена Мамуляна «Мы снова живы» по роману Толстого «Воскресение». В 1935 году последовал дуэт с Гари Купером в мелодраме Кинга Видора «Брачная ночь» (премия Венецианского кинофестиваля за режиссуру).

### Завершение карьеры
В 1936 году Стэн снялась у своего мужа Френке в мелодраме «Одинокая женщина» (сценаристом выступил Оцеп). Затем она на три года исчезла с экранов, и после драмы 1939 года «Экспресс изгнания» стала сниматься очень редко и преимущественно на вторых ролях.
1943 год стал последним продуктивным периодом Стэн: вышло сразу три фильма на военную тематику («Четники», «Они пришли разрушить Америку» и «Три русские девушки»), где она играла главные роли. Последними работами актрисы были военная драма 1962 года «Монахиня и сержант» и сериал 1964 года «Арест и суд».
Анна Стэн умерла 12 ноября 1993 года от сердечного приступа в возрасте 84 лет.

## Интересные факты
- Существуют источники, где в качестве имён Анны Стэн указаны Анель Стенская-Судакевич и Аннушка Стенски-Судакевич[16], частично совпадающие с именем другой советской актрисы Анель (Анны) Судакевич, что привело к путанице с именами или псевдонимами двух актрис, которые снимались в советском кинематографе в один и тот же период. К примеру, ретроспектива фильмов Стэн, проведённая на Международном кинофестивале в Ла-Рошели в 1999 году, включала в себя картины, в которых фигурирует Судакевич. В то же время в некоторых фильмографиях Судакевич присутствуют фильмы с участием Стэн[17].
- Отвечая на вопрос почитательницы, разговаривает ли она на украинском, Анна сообщила, что до двенадцати лет, когда она переехала в Москву, была украиноязычной[18].
- Когда в 1935 году Мориса Шевалье попросили перечислить 10 самых красивых в мире женщин, он назвал Анну Стэн, Марлен Дитрих, Грету Гарбо, французскую актрису Аннабеллу, Лоретту Янг, Мерл Оберон, Клару Боу, Кэй Фрэнсис и др.[19].
- В Голливуде середины 1930-х Анна прославилась своим умением подбирать гардероб. Кинопродюсер Дэррил Занук говорил, что она одевается лучше всех, кого он когда-либо видел[20]. Женщина-режиссёр Дороти Арзнер, снявшая Стэн в драме «Нана», поставила её в один ряд с Гретой Гарбо, Мириам Хопкинс, Кэтрин Хепбёрн и Рут Чаттертон в своём списке самых стильных актрис[21].
- В 2010 году в Одессе прошёл первый фестиваль немого кино и современной музыки «Немые ночи», один из сетов которого был посвящён Анне Стэн.
- Дань Аннe Стэн. Kинофестиваль Le Giornate del Cinema Muto (ит., Италия) в Порденоне 6 по 13 октября 2012 года. Чтобы отдать должное актрисе, фестиваль в Порденоне представил восемь фильмов, в том числе «Provokator» с субтитрами на итальянском, куратор Владислав Шабалин[22][23].

## Фильмография
Фильмы, в которых сыграла Анна Стэн:

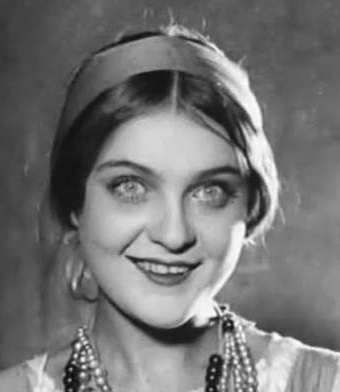
Анна Стэн в роли Марии в фильме «Земля в плену» (1927)

| Год  | Название на русском           | Название на языке оригинала   | Роль               | Страна   |
| ---- | ----------------------------- | ----------------------------- | ------------------ | -------- |
| 1962 | Монахиня и сержант            | The Nun and the Sergeant      | Монахиня           | США      |
| 1956 | Сбежавшие дочери              | Runaway Daughters             | Рут Бартон         | США      |
| 1955 | Солдат удачи                  | Soldier of Fortune            | Мадам Дюпри        | США      |
| 1948 | Давайте немного поживём       | Let’s Live a Little           | Мишель Беннетт     | США      |
| 1943 | Три русские девушки           | Three Russian Girls           | Наташа             | США      |
| 1943 | Они пришли разрушить Америку  | They Came to Blow Up America  | Фрау Рейтер        | США      |
| 1943 | Четники!                      | Chetniks!                     | Любица Михаилович  | США      |
| 1941 | Так кончается наша ночь       | So Ends Our Night             | Лило               | США      |
| 1940 | Мужчина, за которым я замужем | The Man I Married             | Фрида              | США      |
| 1939 | Экспресс изгнания             | Exile Express                 | Надин Николас      | США      |
| 1936 | Одинокая женщина              | A Woman Alone                 | Мария              | США      |
| 1935 | Брачная ночь                  | The Wedding Night             | Маня Новак         | США      |
| 1934 | Мы снова живы                 | We Live Again                 | Катюша Маслова     | США      |
| 1934 | Нана                          | Nana                          | Нана               | США      |
| 1932 | Бури страсти                  | Stürme der Leidenschaf        | Аня                | Германия |
| 1931 | Бомбы над Монте-Карло         | Bomben auf Monte Carlo        | Иола               | Германия |
| 1931 | Сальто-мортале                | Salto Mortale                 | Марина             | Франция  |
| 1931 | Убийца Дмитрий Карамазов      | Der Mörder Dimitri Karamasoff | Грушенька          | Германия |
| 1931 | Братья Карамазовы             | Les Frères Karamazoff         | Грушенька          | Франция  |
| 1930 | Бухгалтер Кремке              | Lohnbuchhalter Kremke         | Дочь Кремке        | Германия |
| 1929 | Золотой клюв                  | —                             | Варенька           | СССР     |
| 1928 | Провокатор                    |                               | Липа               | СССР     |
| 1928 | Белый орёл                    | —                             | Гувернантка        | СССР     |
| 1928 | Мой сын                       | —                             | Ольга Сурина       | СССР     |
| 1928 | Земля в плену                 | —                             | Мария              | СССР     |
| 1927 | Девушка с коробкой            | —                             | Наташа Коростелёва | СССР     |
| 1927 | Москва в Октябре              | —                             | ?                  | СССР     |
| 1926 | Мисс Менд                     | —                             | Стенографистка     | СССР     |
| 1926 | Предатель                     | —                             | проститутка        | СССР     |